# Congreso de la Facultad de Ciencias de la Universidad de Chile
El Congreso de la Facultad de Ciencias de la Universidad de Chile fue un congreso organizado por la Facultad de Ciencias de la Universidad de Chile realizado entre el 9 y 11 de diciembre de 2015.
Este encuentro, realizado en el Campus Juan Gómez Millas, contó con la presencia de 8 Premio Nobel y 2 Medalla Fields. Los premio nobel presentes han sido del área científica. Los Premios Nobel y Medallas Fields invitados fueron: Harald zur Hausen (Premio Nobel de Fisiología o Medicina 2008), Bruce Beutler (Premio Nobel de Fisiología o Medicina 2011), John Gurdon (Premio Nobel de Fisiología o Medicina 2012), Martin Chalfie (Premio Nobel de Química 2008), Ada Yonath (Premio Nobel de Química 2009), William E. Moerner (Premio Nobel de Química 2014), Gerardus 't Hooft (Premio Nobel de Física 1999), George F. Smoot (Premio Nobel de Física 2006), Yefim Zelmánov (Medalla Fields 1994), Cédric Villani (Medalla Fields 2010).
Cada premio nobel y medalla fields invitado al Congreso de la Facultad de Ciencias de la Universidad de Chile realizó una charla en inglés sobre su área de investigación, en la cual podía asistir toda persona con invitación.

## Origen del Proyecto
El año 2015, la Facultad de Ciencias de la Universidad de Chile cumplió 50 años. En el marco de los preparativos de la celebración del cincuentenario de la facultad, el decano de esta, Doctor Víctor Cifuentes creó una Comisión para diseñar actividades conmemorativas que se realizarían durante todo el año 2015. 
El inicio de actividades de celebración del cincuentenario fue una ceremonia el 14 de enero de 2015, en donde se lanzó un libro conmemorativo y se realizó una exposición fotográfica. Posteriormente, se publicó la edición de un volumen de la revista Anales de la Universidad de Chile (la más antigua de Latinoamérica), y se realizó una actividad con 120 científicos en la plaza de armas de Santiago.
El profesor de Matemáticas de la Facultad de Ciencias e impulsor de la visita de los Premios Nobel y Medallas Fields a Chile, Nicolás Libedinsky, comentó para la página oficial del congreso como se gestó la visita, destacando el inicio del proyecto, los primeros contactos y la producción del congreso

## Objetivos
Entre los objetivos de realizar el congreso con gente destacada en las ciencias, fue el promover y elevar el prestigio de la ciencia en Chile, además de incentivar a los escolares del país a elegir carreras de investigación científica. Del mismo modo, otro objetivo del congreso y la celebración del cincuentenario de la Facultad de Ciencias, fue mostrarles a los estudiantes que las ciencias pueden ser un camino de desarrollo profesional altamente gratificante.
Para realizar tales objetivos, se realizaron actividades complementarias al congreso de la facultad, como la actividad realizada en el Parque Inés de Suaréz, Hacer ciencia en el fin del mundo, promovido por la Facultad de Ciencias y la Universidad de Chile. En dicho encuentro, 10 estudiantes tuvieron la oportunidad de preguntarles a los premios nobel y medallas fields, respondiendo estos las preguntas en vivo, contó con una feria científica que contó con actividades interactivas de instituciones tales como Museo Interactivo Mirador, Fundación Eco Science, Centros CeCrea CNCA, Fundación Mustakis, Asociación Chilena de Energía y Center for Genome Regulation, Biciclo, Museo de Ciencia y Tecnología, entre otros.

## Congreso Cincuentenario
El congreso de la facultad se realiza entre el 9 y 11 de diciembre, en el Auditórium María Ghilardi Venegas, con capacidad aproximada de 350 personas. En el congreso, los premios nobel y medallas fields dictaron charlas sobre su área de estudio, con el siguiente cronograma.

### Miércoles 9 de diciembre
El día miércoles contó con 4 charlas de los invitados al congreso, separados en dos bloques.
En el bloque uno los expositores fueron el ganador del Premio Nobel de Fisiología o Medicina 2011 y el ganador del Premio Nobel de Química 2014.
- Bruce Alan Beutler: “Understanding inmunity by making it fail”
- William Moerner: “Fun with Light and Single Molecules Opens Up an Amazing New View Inside Cells”

En el bloque dos expusieron el ganador del Premio Nobel de Física 2006 y el ganador de la Medalla Fields de Matemáticas 2010.
- George Smoot: “Mapping the Universe in space and time”
- Cedric Villani: ”The living art of mathematics”

### Jueves 10 de diciembre
El día jueves contó solo con 2 charlas en un bloque, ya que ese mismo día en la mañana se realizó la actividad Hacer ciencia en el fin del mundo.
En el bloque tres los expositores fueron el ganador del Premio Nobel de Química 2009 y el ganador del Premio Nobel de Fisiología o Medicina 2008.
- Ada Yonath: “Ribosomes, degradable antibiotics and thoughts about origin of life”
- Harald Zur Hausen: “Bovine Meat and Milk Factors as Potential Human Carcinogens”

### Viernes 11 de diciembre
El último día de congreso contó con 4 charlas de los invitados al congreso, separados en dos bloques.
En el bloque cuatro expusieron el ganador de la Medalla Fields de Matemáticas 1994 y el ganador del Premio Nobel de Física 1999.
- Efim Zelmanov: “Applied Abstract Algebra”
- Gerard t´Hooft: “The quantum deep down”

En el bloque cinco los expositores fueron el ganador del Premio Nobel de Química 2008 y el ganador del Premio Nobel de Fisiología o Medicina 2012.
- Martin Chalfie: “GFP: Lighting Up Life.”
- John Gurdon: “Nuclear reprogramming and prospects for cell replacement therapy“